# Valentina Vargas
Valentina Vargas (Santiago del Cile, 31 dicembre 1964) è un'attrice cilena, che ha conquistato notorietà in Francia.

## Biografia
Valentina Vargas, che parla correntemente spagnolo, francese e inglese, ha frequentato il laboratorio di arti drammatiche di Tania Balaschova a Parigi e poi la scuola di teatro Yves Pignot di Los Angeles. La sua carriera cinematografica ha avuto inizio con la partecipazione al cast di tre importanti film del cinema francese: Strictement personnel (1985) di Pierre Jolivet, Il nome della rosa (1986) di Jean-Jacques Annaud e Le Grand Bleu (1988) di Luc Besson. Ha anche lavorato con Samuel Fuller nella realizzazione del film Strada senza ritorno (1989), con Miguel Littín in Naufraghi (1994) e con Alfredo Arieta in Fuegos.

## Filmografia
- Strictement personnel, regia di Pierre Jolivet (1985)
- Il nome della rosa (Der Name der Rose), regia di Jean-Jacques Annaud (1986)
- Le Grand Bleu, regia di Luc Besson (1988)
- Dirty Games, regia di Gray Hofmeyr (1989)
- Sans espoir de retour, regia di Samuel Fuller (1989)
- Jumaux Jumaux, regia di John Paragon (1994)
- Hellraiser - La stirpe maledetta, regia di Alan Smithee e Kevin Yagher (1997)
- Southern Cross, regia di James Becket (1999)
- Chili con carne, regia di Thomas Gilou (1999)
- Bloody Mallory, regia di Julien Magnat (2001)
- Les Liaisons dangereuses, regia di Josée Dayan (2003)
- Fête de famille – serie TV (2006)
- All Inclusive, regia di Rodrigo Ortuzar Lynch (2008)
- Ilusiones Opticas, regia di Cristian Jimenez (2010)
- Faces in the Crowd - Frammenti di un omicidio (Faces In The Crowd), regia di Julien Magnat (2011)
- La notte di fronte (La noche de enfrente), regia di Raúl Ruiz (2012)
- Johnny 100 pesos: Capítulo 2, regia di Gustavo Graef Marino (2017)